# New York City Fire Department
New York City Fire Department eller Fire Department of the City of New York (forkortet FDNY) er brandvæsnet i New York, 
med ansvar for at beskytte byens befolkning mod brand og redde liv ved ulykker. Afdelingen har mere end 11.400 brandfolk og 2.800 ansatte i afdelingen for ulykkestilfælde, som er ansvarlig for redningstjenesten.

## Historie
I slutningen af 1700-tallet og starten af 1800-tallet var der tre storbrande i New York, hvor store dele af den centrale by nedbrændte. Brandene var i 1776, 1835 og 1845. Alle tre storbrande brød ud i bydelen Manhattan, nærmere bestemt den sydlige del kaldet Lower Manhattan. I særdeleshed efter brandene i 1835 og 1845 investerede byen New York i en række sikkerhedstiltag, herunder forbedringer af det lokale brandvæsen, Fire Department of the City of New York.
Under terrorangrebet den 11. september 2001, mistede brandvæsnet 343 af deres brandmænd.